# St. Johannes Evangelist (Dielmissen)

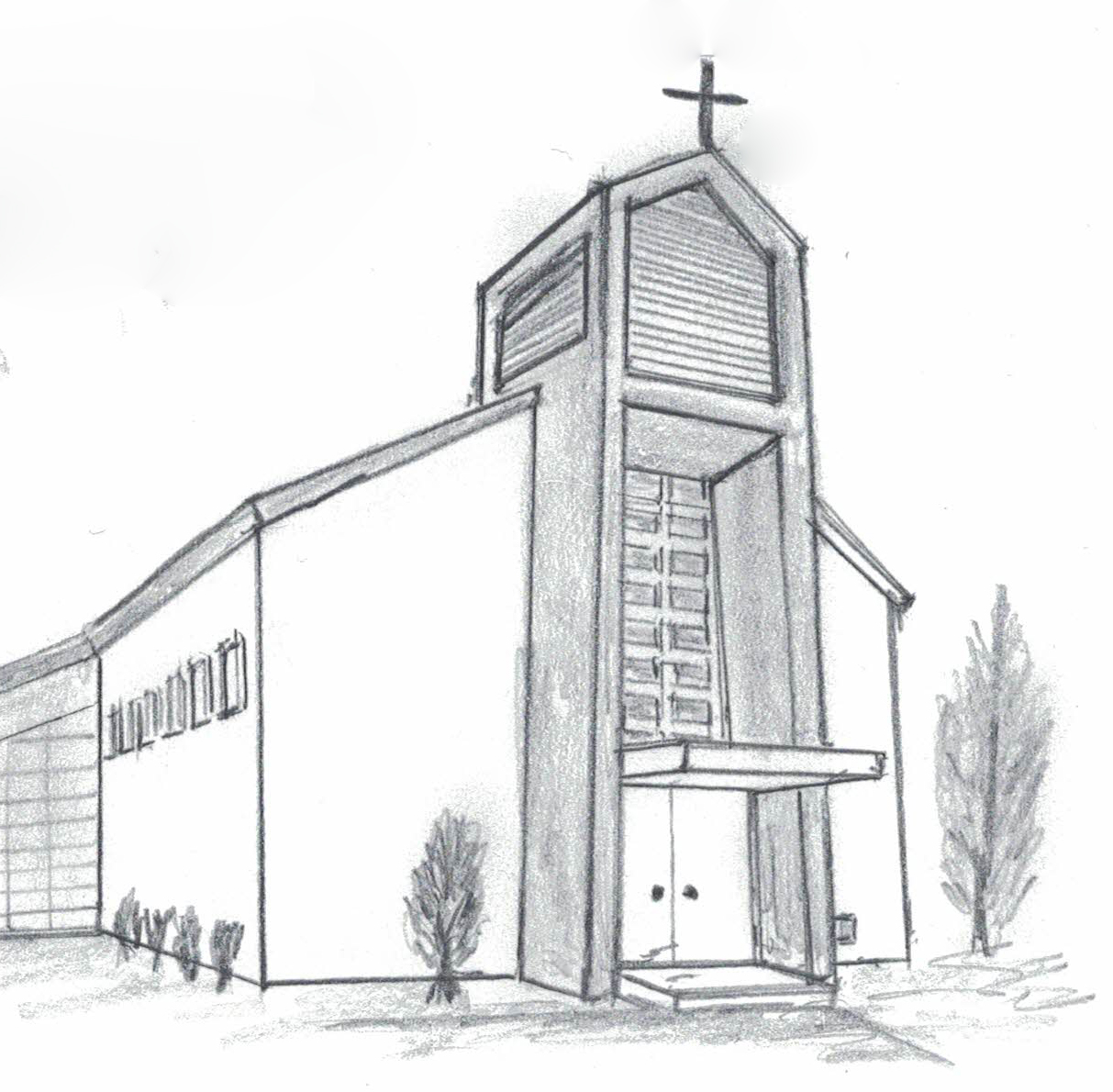
Skizze der Kirche

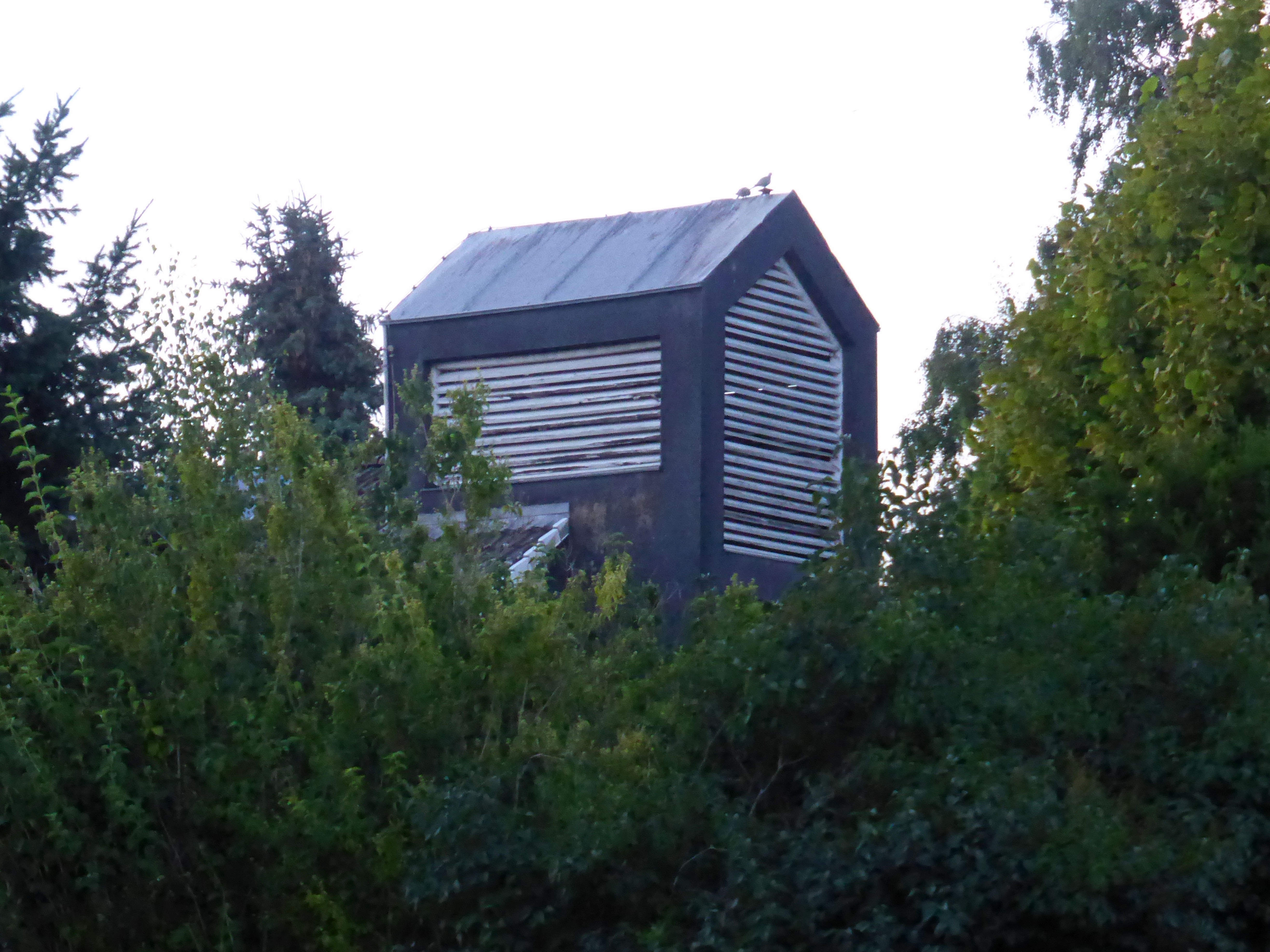
Turmspitze der Kirche (2022)

Die Kirche Sankt Johannes Evangelist war die römisch-katholische Kirche in Dielmissen, einer Gemeinde im Landkreis Holzminden in Niedersachsen. Sie war eine Filialkirche der Pfarrgemeinde Hl. Familie in Eschershausen, im damaligen Dekanat Hameln-Holzminden (heute Weserbergland) des Bistums Hildesheim. Die Kirche war nach dem Evangelist Johannes benannt.

## Geschichte
1542 fielen Truppen des Schmalkaldischen Bundes in das Fürstentum Braunschweig-Wolfenbüttel ein, zu dem Dielmissen damals gehörte, vertrieben Herzog Heinrich II. von Braunschweig-Wolfenbüttel und führten die Reformation ein. Dauerhaft setzte sich die Reformation 1568 durch, nachdem Herzog Julius von Braunschweig-Lüneburg die Regentschaft angetreten hatte. Infolgedessen wurden die Einwohner und die Kirche von Dielmissen protestantisch.
Im Zuge der Flucht und Vertreibung Deutscher aus Mittel- und Osteuropa 1945–1950 ließen sich wieder Katholiken in größerer Zahl in Dielmissen nieder, so dass es seitens der Kuratie Eschershausen in Dielmissen zum Bau einer Filialkirche kam.
Am 17. August 1963 erfolgte am Rand einer in der Nachkriegszeit erbauten Wohnsiedlung die Grundsteinlegung für die Kirche durch Generalvikar Adalbert Sendker (1912–1993), die am 29. August 1964 durch Weihbischof Heinrich Pachowiak ihre Benediktion erhielt. Nebenpatron wurde der heilige Bonifatius.
Am 25. September 2004 erfolgte ihre Profanierung. Nach dem Verkauf wird sie heute als Privathaus genutzt, das Turmkreuz wurde inzwischen entfernt.
Heute befindet sich die nächstliegende katholische Kirche im rund fünf Kilometer entfernten Eschershausen.

## Architektur und Ausstattung
Die als Massivbau errichtete Saalkirche steht auf dem Grundstück Rosenstraße 2 (Ecke Am Schlagbaum), in rund 134 Meter Höhe über dem Meeresspiegel. Das als Langhauskirche mit kreuzbekröntem Eingangsturm ausgeführte Gotteshaus entstand nach Plänen des Architekten Hanns D. Rumpf aus Paderborn.
Die künstlerische Gestaltung der Innenausstattung lag in den Händen der Ordensschwester Maria Michael Kroemer (1916–2010) von den Missionsschwestern vom Kostbaren Blut. Sie entwarf das Altarbild, den Tabernakel, den Taufstein, den Kreuzweg, die Fenster sowie das Turmkreuz. Einige der Ausstattungsgegenstände wurden nach der Profanierung der Kirche vom Bischof-Nathan-Werk übernommen.
Die inzwischen über 40 Jahre alten Kirchenglocken „St. Hedwig“ und „St. Bonifatius“ wurden im November 2008 einer Gemeinde nahe Encarnación in Paraguay vermacht.